# Capparis zeylanica
Capparis zeylanica är en kaprisväxtart som beskrevs av Carl von Linné. Capparis zeylanica ingår i släktet Capparis och familjen kaprisväxter. Inga underarter finns listade i Catalogue of Life.

## Bildgalleri

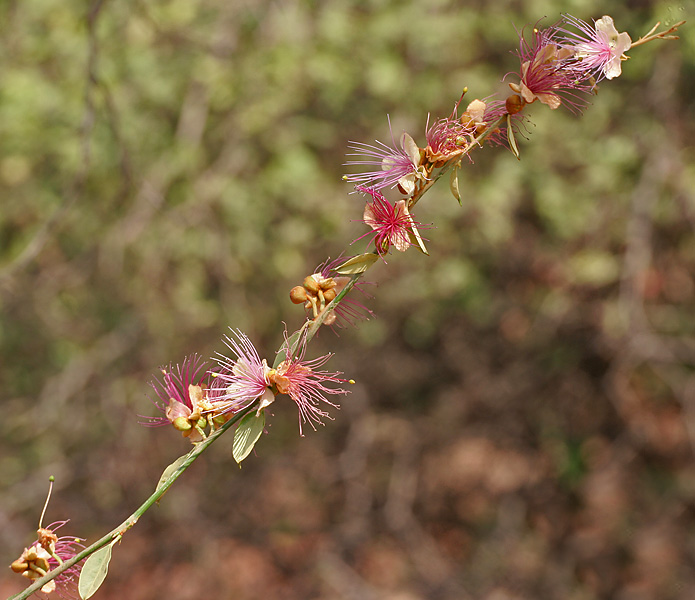
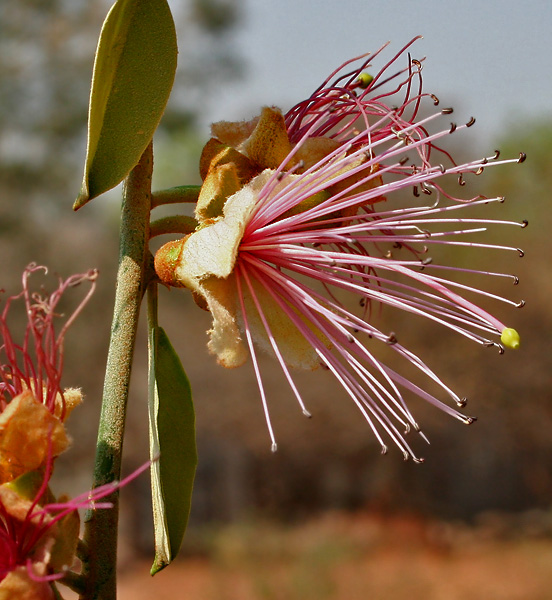
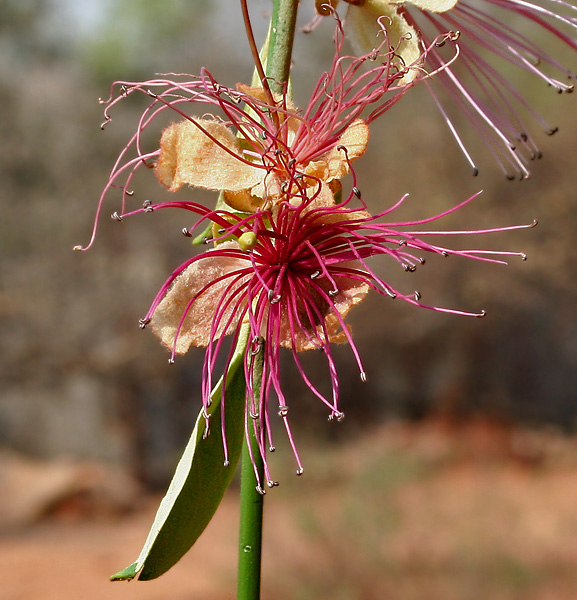
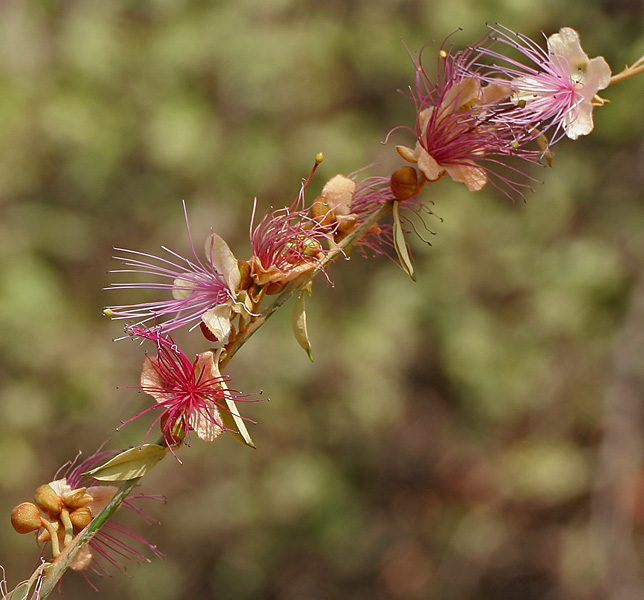
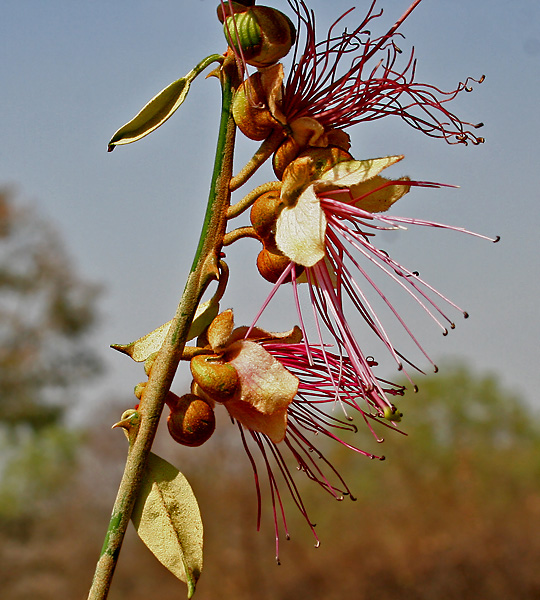
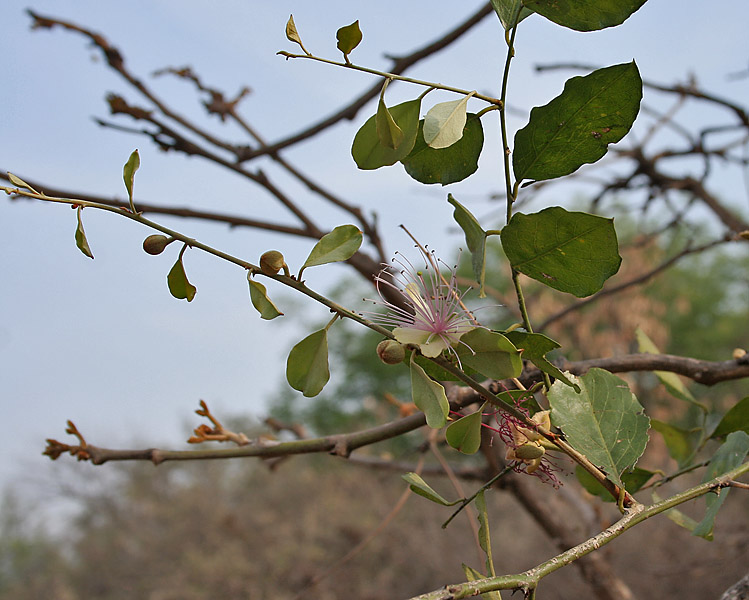